# Удружење новинара Турске
Удружење новинара Турске је основано 10. јуна 1946. године са седиштем у Истанбулу.
Оснивачи удружења су Седат Симави, Садун Галип Савџи, Џихат Бабан, Хаири Алпар и Саит Кеслер. Седат Симави је први изабрани председник друштва.
Главна зграда друштва је историјска зграда у Џагалоглуу, коју је у неокласицистичком стилу саградио министар просвете Сафвет паша 1865. године.

## Сврха
Удружење штити традицију и морална начела Новинарске професије у Турској; Обезбеђује слободу комуникације и мишљења у сврси свачијег права на информисање и сазнање истине, и унапређује и велича новинаре у материјалном и моралном смислу.

## Чланство и управљање
Удружење турских новинара има две врсте чланова: почасне чланове, које чине људи који су дали значајан допринос професији и земљи и главне чланове, чији број прелази 3.800.
Према одредбама Закона бр. 5953, који је измењен Законом бр. 212, у писаним или визуелним медијима, рад по уговору и најмање две године професионалног стажа или поседовање жуте новинарске карте су предуслови да се постане пуноправни члан.
Управни одбор се састоји од 11 људи. Чине га чланови који су тајним гласањем добили највише гласова на скупштини која се одржава сваке три године.

## Музеј штампе
Главна зграда у Џагалоглуу у Истанбулу власништво је Удружења турских новинара. Историјска зграда у Диванијолуу у Истанбулу изнајмљена је од истанбулске општине да би била претворена у музеј. Музеј штампе Турског удружења новинара, који је у овој згради отворен 1988. године, један је од ретких музеја штампе у свету.

## Догађаји
Публиковање књига има значајно место међу активностима Турског удружења новинара. До данас је објављено 57 књига.
Кампањом спроведеном 1998. године, Друштво је отворило школу са 18 учионица и 308 ученика у Сефакоју у Истанбулу. Основну школу је отворио тадашњи председник Сулејман Демирел 11. октобра 1998. године и пребачена је у надлежност Министарства народног образовања. Добитник је Сертелове демократске награде за 1998. годину.